# Naja sumatrana
Naja sumatrana, también conocida como cobra de Sumatra, cobra escupidora ecuatorial o cobra escupidora malaya, se trata una especie de serpiente del género Naja, de la familia Elapidae.

## Hallazgo y distribución
La serpiente fue descrita por primera vez por el zoólogo alemán Johannes Peter Müller, en el año 1887, y se puede encontrar en los siguientes países del sudeste asiático: Brunéi, Indonesia: (Sumatra, Borneo, Bangka, Belitung), Malasia, Filipinas (Palawan), sur de Tailandia y Singapur.

## Hábitat y características
Se trata de una especie de serpiente venenosa, no agresiva pero sí muy peligrosa, que no suele sobrepasar el metro y medio de longitud; se alimenta principalmente de roedores y vive en bosques aunque también se puede hallar en zonas verdes urbanas.